# Distrito de Aarwangen
El Distrito de Aarwangen es uno de los antiguos veintiséis distritos del cantón de Berna (Suiza), ubicado al norte del cantón, tiene una superficie de 154 km². La capital del distrito era Aarwangen.

## Geografía
El distrito de Aarwangen hace parte de la región del Oberaargau (Alta Argovia). Limitaba al norte con el distrito de Gäu (SO), al este con los distritos de Zofingen (AG) y Willisau (LU), al sur con Trachselwald, al suroeste con Burgdorf, y con el distrito de Wangen al oeste.

## Historia
Señoría desde el siglo XIII hasta 1432, bailía de la ciudad de Berna hasta 1798, bailía del cantón de Berna desde 1803, y distrito desde 1831. El distrito actual se extiende a lo largo del valle medio e inferior del Langete hasta llegar al Aare. 
Los caballeros de Aarwangen, antiguos ministros de los Kyburgo, edificaron una señoría alrededor del castillo del burgo de Aarwangen, sus posesiones, durante el último tercio del siglo XIII y la primera mitad del XIV, en el marco del langraviato de Borgoña (alta justicia). Diplómatas al servicio de Austria, reunieron los medios suficientes para agrandar la pequeña señoría. 
En 1331, la señoría comprendía además de Aarwangen, las bajas jurisdicciones de Bannwil, Berken y Zielebach, a las cuales fueron agregados entre 1332 y 1335, algunos bienes adquiridos en Madiswil, Ursenbach y Utzenstorf. A la muerte del último señor de Aarwangen, la señoría pasa por matrimonio a los Grünenberg, los cuales la venderían en 1432 a la ciudad de Berna, donde gozaban de derechos de comburguesía. Hasta 1480, Berna agrandó la nueva bailía de Aarwangen con algunas otras propiedades de los Grünenberg (Bleienbach, Melchnau, Busswil, Gondiswil, Madiswil, Leimiswil), y transfiere en el siglo XVI la sede de la alta justicia de Wangen an der Aare a Aarwangen. Gracias a esto, Aarwangen se convirtió en una de las bailías más remuneradoras de toda Berna. 
De 1798 a 1803, durante la República Helvética la bailía pasó a llamarse distrito de Langenthal. El castillo de Aarwangen, antigua fortaleza de los señores del lugar y sede de la bailía, fue destruido por la población en 1798. El estado renunció a mantener el centro administrativo transferiéndolo a Langenthal, y vendió el castillo a particulares. 
Aarwangen volvió a ser capital de la bailía en 1803 y Berna compra de nuevo el castillo en 1805, desde entonces, este acoge el tribunal, la cancillería y la prisión. La prefectura fue de nuevo desplazada a Langenthal en 1844. Con Schwarzhäusern (desde 1874) y Ursenbach (desde 1884), el distrito de Aarwangen contaba con veinticinco comunas, una de las cifras más elevadas del cantón. Desde 1997, el distrito hace parte de la región Emmental-Oberaargau, y se encuentra asociado con el distrito de Wangen para la administración de la justicia y el catastro. 
En 2007 con la fusión de las comunas de Madiswil y Gutenburg, el distrito dejó de tener veinticinco comunas, para pasar a tener veinticuatro. El distrito fue disuelto el 31 de diciembre de 2009 tras la entrada en vigor de la nueva organización territorial del cantón de Berna. El antiguo distrito fue absorbido por el nuevo distrito administrativo de Alta Argovia.

## Comunas

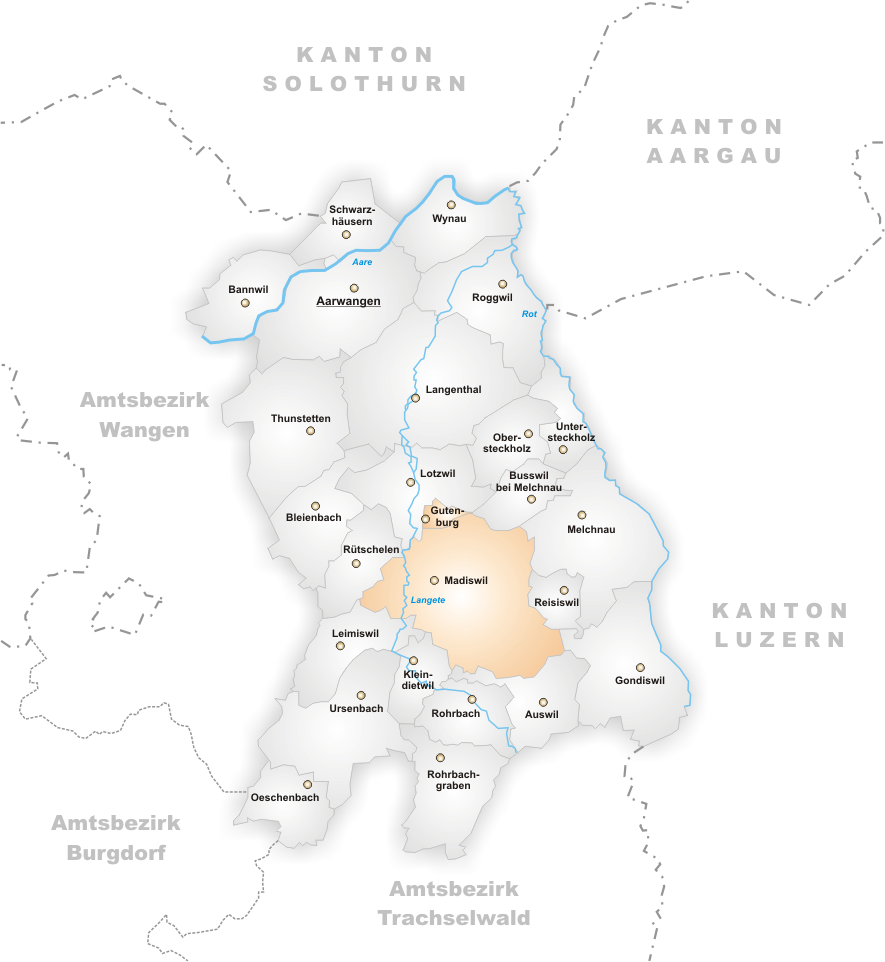
Comunas hasta 2006

El distrito está compuesto actualmente por veinticuatro comunas:
| Comuna               | Habitantes (31.12.2006) | Superficie en km² |
| -------------------- | ----------------------- | ----------------- |
| Aarwangen            | 4145                    | 9,9               |
| Auswil               | 471                     | 4,6               |
| Bannwil              | 663                     | 4,8               |
| Bleienbach           | 675                     | 5,7               |
| Busswil bei Melchnau | 183                     | 2,8               |
| Gondiswil            | 741                     | 9,4               |
| Kleindietwil         | 505                     | 2,7               |
| Langenthal           | 14.453                  | 14,4              |
| Leimiswil            | 435                     | 4,6               |
| Lotzwil              | 2358                    | 6,2               |
| Madiswil¹            | 2133                    | 15,8              |
| Melchnau             | 1502                    | 10,4              |
| Obersteckholz        | 384                     | 3,9               |
| Oeschenbach          | 273                     | 3,9               |
| Reisiswil            | 184                     | 2,0               |
| Roggwil              | 3739                    | 7,8               |
| Rohrbach             | 1397                    | 4,1               |
| Rohrbachgraben       | 438                     | 6,5               |
| Rütschelen           | 557                     | 4,0               |
| Schwarzhäusern       | 459                     | 3,7               |
| Thunstetten          | 2950                    | 9,7               |
| Untersteckholz       | 158                     | 2,8               |
| Ursenbach            | 898                     | 9,2               |
| Wynau                | 1604                    | 5,1               |
| Total (24)           | 41.305                  | 154,0             |

Notas:
¹1 de enero de 2007, fusión de las comunas de Madiswil y Gutenburg, en la nueva comuna de Madiswil.